# Periorges
Periorges är ett släkte av skalbaggar. Periorges ingår i familjen vivlar.
Kladogram enligt Catalogue of Life:
| Periorges | \| \| Periorges subsignatus \| \| \| \| |
|           | \| \| Periorges subsignatus \| \| \| \| |
|           | Periorges subsignatus                   |
|           |                                         |